# Frankreich beim Eurovision Young Musicians
Übertragende Rundfunkanstalt

Erste Teilnahme
1982
Anzahl der Teilnahmen
10
Höchste Platzierung
1 (1986)
Dieser Artikel befasst sich mit der Geschichte Frankreichs als Teilnehmer des Wettbewerbs Eurovision Young Musicians.

## Regelmäßigkeit der Teilnahme und Erfolg im Wettbewerb
Frankreich nahm bereits bei der Premiere 1982 am Wettbewerb teil und konnte dort auf Anhieb den zweiten Platz erreichen. Den ersten Sieg feierte man vier Jahre später als die Pianistin Sandrine Lazarides in Kopenhagen gewann. Allerdings gelang Frankreich seit dem keine Platzierung unter den ersten drei mehr. Zwischen 2002 und 2020 nahm man gleich gar nicht mehr am Wettbewerb teil.
Am 21. Februar 2022 wurde bekannt, dass Frankreich nach über zwanzigjähriger Abwesenheit zum Wettbewerb zurückkehren werde.
Mit einem Sieg und einem zweiten Platz zählt Frankreich zu den durchschnittlich Erfolgreichen Ländern beim Eurovision Young Musicians.

## Liste der Beiträge
Farblegende: – 1. Platz. – 2. Platz. – 3. Platz. – ausgeschieden im Halbfinale/in der Qualifikation. – keine Teilnahme/nicht qualifiziert.
| Jahr                                              | Interpret                | Instrument               | Stücke                                                                       | Platz Finale             | Platz Halbfinale                   | Nationale Vorentscheidung |
| ------------------------------------------------- | ------------------------ | ------------------------ | ---------------------------------------------------------------------------- | ------------------------ | ---------------------------------- | ------------------------- |
| 1982                                              | Paul Meyer               | Klarinette               | Clarinet Concerto No.2 von Carl Maria von Weber                              | 2 / 6                    | Direkt für das Finale qualifiziert |                           |
| 1984                                              | Sabine Toutain           | Viola                    | Concerto for viola and orchestra in D major von Carl Stamitz                 | k. A. / 7                | Direkt für das Finale qualifiziert |                           |
| 1986                                              | Sandrine Lazarides       | Klavier                  | Piano Concerto E flat von Franz Liszt                                        | 1 / 5                    | k. A. / 15                         |                           |
| 1988                                              | Henri Demarquette        | Cello                    | Variations on a Rococo Theme, Op. 23 von Pjotr Iljitsch Tschaikowski         | Ausgeschieden            | k. A. / 16                         |                           |
| 1990                                              | Anne Gastinel            | Cello                    | Concert for Cello and Orchestra, H-Minor, op. 104, 1 mov. von Antonín Dvořák | k. A. / 5                | k. A. / 18                         |                           |
| 1992                                              | Vanessa Wagner           | Klavier                  | unbekannt                                                                    | Ausgeschieden            | k. A. / 13                         |                           |
| 1994                                              | Nicolas Delclaud         | Violine                  | Monologue Capriccio de la Vie d'artista von B. Petrov                        | Ausgeschieden            | k. A. / 24                         |                           |
| 1996                                              | Fanny Clamagirand        | Violine                  | unbekannt                                                                    | k. A. / 8                | k. A. / 17                         |                           |
| 1998                                              | Auf Teilnahme verzichtet | Auf Teilnahme verzichtet | Auf Teilnahme verzichtet                                                     | Auf Teilnahme verzichtet | Auf Teilnahme verzichtet           | Auf Teilnahme verzichtet  |
| 2000                                              | David Guerrier           | Trompete                 | Concertino pour trompette von Andre Jolivet                                  | k. A. / 8                | k. A. / 18                         |                           |
| 2002 2004 2006 2008 2010 2012 2014 2016 2018 2020 | Auf Teilnahme verzichtet | Auf Teilnahme verzichtet | Auf Teilnahme verzichtet                                                     | Auf Teilnahme verzichtet | Auf Teilnahme verzichtet           | Auf Teilnahme verzichtet  |
| 2022                                              | Maxime Grizard           | Violine                  | Cellokonzert von Antonín Dvořák                                              | k. A. / 9                | Direkt für das Finale qualifiziert | interne Auswahl           |
| 2024                                              | Pierre-Emmanuel Hurpeau  | Klavier                  | Klavierkonzert in G, 3. Satz von Maurice Ravel                               | k. A. / 11               | Direkt für das Finale qualifiziert | interne Auswahl           |

## Nationale Vorentscheidungen
Soweit bekannt wählte Frankreich alle seine Interpreten intern aus.

## Ausgerichtete Wettbewerbe
2022 richtete Frankreich zum bisher einzigen Mal einen Eurovision Young Musicians Wettbewerb aus.
| Jahr | Stadt       | Austragungsort | Moderation                         |
| ---- | ----------- | -------------- | ---------------------------------- |
| 2022 | Montpellier | The Corum      | Judith Chaine & Vincent Delbushaye |